# Peter Klepec
Peter Klepec je legendarna oseba Zgornjekolpske doline, po izročilu osilniški domačin nenavadne moči, ki je iz doline pregnal Turke.

## Zgodovinsko ozadje
V obdobju vpadov so Turki za pohode v notranjost takratne Kranjske zelo pogosto izbrali pot preko Kolpe in Kočevja. Legenda o Petru Klepcu se je kot ljudski spomin na te čase ohranila v krajih okrog Osilnice in jo poznajo tako na slovenski, kakor tudi na hrvaški strani Kolpe. Priimek Klepec je dejansko pogost na obeh straneh meje, zato Klepca med svoje ljudske junake prištevamo tako Slovenci kot Hrvatje.

## Legenda in povzetek vsebine
Izročilo pravi, da Petru Klepcu moč ni bila dana od vselej. Najprej je bil le šibek pastirček, izpostavljen nasilju močnejših vrstnikov. Ko je nekoč pred sončno pripeko z vejevjem zaščitil spečo gorsko vilo, mu je ta v zahvalo podarila nadnaravno moč, s katero je svoje mučitelje spravil k pameti. Opustil je pastirjevanje in okoli domače bajte iztrebil zemljo, ki je njemu in njegovi materi poslej dajala kruh. 
Po poroki si je zgradil hišo v Malem Lugu na hrvaški strani pri Gerovu. Strešno gredo je menda napravil kar iz drevesa, ki ga je izruval na bližnjem hribu in na hrbtu pritovoril v dolino. Ko so h Kolpi znova prihrumeli Turki in s konji vdrli tudi v osilniško cerkev, je Peter domači fari prihitel na pomoč. Med potjo je pri Fažoncih izdrl smreko in z njo Turke pregnal iz doline. Izročilo ve povedati, da ga je cesar iz hvaležnosti oprostil davkov in mu podelil pravico do lova.

## Literarni liki
Peter Klepec je šibak in droban deček, zelo navezan na svojo mater. Ko je mati delala pri sosedu, je on pasel kozo in se igral. Izdelovati je znal mlinčke, piščali in hišice iz kamenčkov. Bil je vesel, srečen in ubogljiv deček, vse dokler ni odšel k sosedu za pastirja. Tam je spoznal, kaj je hudobija in sovraštvo in zato si je nadvse želel, da bi postal močan. To željo mu je uresničila gorska vila, ki mu je dala čudežno moč, s katero se je maščeval pastirjem in poskrbel za lepše življenje svoje matere, sebe ter vseh ljudi, ki so potrebovali njegovo pomoč.
Mati je vdova, ki je živela skromno življenje s sinom edinčkom in kozo Rogačko. Bila je zelo revna, vendar delavna, skrbna in dobrega srca. S sinom sta živela v skromni bajtici, brez zemlje. Da sta se preživela, je vsak dan hodila na delo k sosedu.
Pastirji so zelo hudobni in bahavi. Petru so nenehno nagajali, ga izkoriščali in pretepali. To se je dogajalo vse dotlej, dokler Peter Klepec ni postal močan. Ko so uvideli, da so kar naenkrat postali šibkejši od njega, se mu niso upali več približati.
Gorska vila je dobra deklica, ki je Petru izpolnila največjo željo. Peter jo je srečal, ko je iskal svoje ovce. Ležala je na travniku, oblečena v belo obleko, na glavi pa je imela venec iz gorskih cvetlic. Bila je zelo lepa, njen obraz je bil nežen in bel. Peter ji je naredil senco iz vej in ko se je prebudila, mu je v zahvalo izpolnila željo po moči. Dala mu je piti čudežno vodo, ki ga je naredila izjemno močnega, in se nato spremenila v oblaček na nebu.

## Značilnosti ljudskega slovstva v obravnavani pripovedki
Ustno izročilo: besedilo se je prenašalo iz roda v rod, od ust do ust s pripovedovanjem.
Slogovne značilnosti: 
*starinske besede – lučati, zvračati, iztrebiti. 
*ljudska števila – ko je Peter Klepec popil še tretjo dlan vode, je postal zares močan. 
*besede v prenesenem pomenu – mlel je kruh kot za stavo, največ grenkih ur so mu naredili pastirji, postavil se je po robu. 
*ponavljanje besed – šibek in droban, močan. 
*pomanjševalnice – sinček, bajtica, kamenčki, hišica, pastirček. 
*okrasni pridevki – uboga vdova, borna bajtica, droban deček, hudi časi, gosto drevje, zelena jasa, debele kaplje. 
*čudežna dejanja – pitje vode, ki mu jo da gorska vila, naredi Petra Klepca izredno močnega. 
*osebe brez imen – mati, sosed, pastirji, vila.

## Analiza pripovedke po Brunu Bettelheimu
'Peter Klepec' je berljiva pripovedka, za katero so značilni naslednji elementi:
- kraj in čas dogajanja nista natančno določena (pripoved se dogaja v starih časih nekje pod visokimi gorami).
- ohranjanje vezi s tedanjim, resničnim svetom (mati je revna, zato hodi na dnino k sosedu. Je vdova s sinom edincem. Ker ji primanjkuje denarja, pošlje na delo tudi svojega otroka ...).
- poučna vsebina (na koncu zgodbe se izkaže, da vsak dobi, kar si zares zasluži. Dobrota in prijaznost sta poplačana).
- stopnjevanje napetosti (kaj se bo zgodilo, ko bo Peter Klepec popil vodo, ki mu jo daje gorska vila).
- razburljiv zaplet (Petra Klepca so pastirji pretepali, zato si zaželi, da bi bil močnejši kot oni).
- razplet s srečnim koncem (Peter Klepec postane zelo močan, premaga pastirje in omogoči sebi, svoji materi in pomoči potrebnim ljudem lepše in boljše življenje).
- pravljičen začetek (Bilo je v starih časih, že dolgo je tega...).
- običajna logika in vzročnost ne veljata (Peter Klepec po čudežu dobi moč, obračuna s pastirji, zapusti službo ter sebi in materi omogoči brezskrbno življenje).
- nenavadni dogodki (srečanje z gorsko vilo, pitje vode, ki ti da moč za ruvanje dreves, prevračanje skal ipd., vila se spremeni v oblaček).
- pripovedovalec (tretjeosebni ali vsevedni).
- književni prostor (vas pod gorami).
- književni čas (opredeljen kot stari čas, že dolgo nazaj ...).
- književne osebe (glavne: Peter Klepec; stranske: mati, pastirji, gorska vila).
- tematika (družinska: mati vdova živi s sinom edincem; socialna: razmerje med revno materjo in premožnim sosedom).
- tema (tekmovanje med dobroto in hudobijo, med revščino in bogastvom).
- simbolika barv (Bela barva: bela obleka, bel obraz, bel oblaček; velja za barvo novega, čistega, prvotnega. Je barva duha, neobremenjenega s snovmi. Kjer je belo, je vse nepopisano. Bela je obljuba, da je dovolj hrane, da se stvari začenjajo na novo, da bo praznina napolnjena. Prav tako je simbol dneva in luči, vedenja, znanja, videnja, polne in najvišje zavesti, veselja, sreče, radosti in življenja. Zelena barva: zelena jasa, zelena strešica; velja za barvo varnosti, kaže človeku novo pot. Je barva zdravja, miru, zaupanja, počitka in premišljevanja. Pomeni upanje v novo dejavnost in lepše življenje.).
- sporočilo (dobrota vedno zmaga; dobro premaga zlo; vsak, ki je v življenju reven, je v srcu bogat).
- nauk zgodbe (kdor ima moč, je ne sme imeti le zase, temveč mora pomagati tudi drugim).

## Tradicija in primerjava Petra Klepca z ostalimi literarnimi deli
Tradicija Petra Klepca se ohranja tako v lokalnem, kakor tudi v širšem slovenskem okolju, saj je Klepec, poleg Martina Krpana in kralja Matjaža nedvomno eden najbolj prepoznavnih junaških likov. Petra Klepca lahko glede na njegovo silno moč primerjamo tudi z Lambergarjem, s Kekcem  ter s Piko Nogavičko.
Osilničani so svoj del Pokolpja že pred leti poimenovali Dežela Petra Klepca in pod tem imenom turistično tržijo svojo občino. Ime je priljubljeno tudi drugod po Sloveniji. Tako je Peter Klepec kot igralna karta upodobljen v  slovenskem taroku, po njem se imenujeta tudi helikopter Slovenske vojske in plavajoči sesalni bager v koprskem pristanišču.

## Odmevi v slovenski umetnosti
Lik Petra Klepca je prisoten v takorekoč vseh zvrsteh slovenske umetnostne ustvarjalnosti. Verjetno je kot zgled za Martina Krpana služil že Levstiku, po njem je v  Podobah iz sanj posegel Ivan Cankar, Ferdo Kozak ga je svojstveno upodobil v Profesorju Klepcu, literarno je pripovedko za otroke priredil France Bevk. Satirični strip Kostje Gatnika v Pavlihi (1970) in risanka Konija Steinbacherja (1999) sta Petra Klepca umestila v likovno in filmsko umetnost, z baletom Peter Klepec Daneta Škerla je ovekovečen tudi na glasbenem področju.

## Zanimivosti
- Sindrom Petra Klepca (po Marku Crnkoviču): Izruvaš drevo in hitro pometeš, da bo hiška snažna (Dialekt dominantnega diskurza, Delo, 26. maj 2001).

- Najbolj poznan slovenski avtor pripovedke Peter Klepec je France Bevk (1956). Poleg njega so različice te pripovedke objavili še nekateri slovenski avtorji, mdr. Jože Primc (Kako je Peter Klepec moč dobil, 2009), Ferdo Kozak (Peter Klepec, 1971) in Dušan Čater (Peter Klepec, 1995). Petra Klepca je v angleščino prevedla Dušica Kunaver (1988).